# Henry Somerset (5e duc de Beaufort)
Henry Somerset, 5e duc de Beaufort, est un baron britannique né le 16 octobre 1744 et mort le 11 octobre 1803.

## Biographie
Henry Somerset est le seul fils du 4e duc de Beaufort, Charles Somerset (4e duc de Beaufort), et de son épouse Elizabeth Berkeley. Dès 1746, il reçoit le titre de marquis de Worcester. Il hérite de tous les titres de son père (duc de Beaufort, comte de Worcester et baron Herbert) à sa mort, le 28 octobre 1756. Il étudie le droit à l'université d'Oxford (Oriel College) de 1760 à 1763.
Il occupe les postes de Lord Lieutenant du Monmouthshire (1771-1799), du Leicestershire (1787-1799) et du Brecknockshire (1787-1803). Il est fait chevalier de l'ordre de la Jarretière le 2 juin 1786.
Franc-maçon, il est grand maître de la première Grande Loge d'Angleterre de 1767 à 1772.
Il est inhumé à Badminton.

## Mariage et descendance
Le 2 janvier 1766, Henry Somerset épouse Elizabeth Boscawen, fille de l'amiral Edward Boscawen. Ils ont treize enfants :
- Henry Somerset (6e duc de Beaufort) (22 décembre 1766 – 23 novembre 1835), 6e duc de Beaufort ;
- Charles Henry Somerset (2 décembre 1767 – 18 février 1831), gouverneur de la colonie du Cap ;
- Edward Henry Somerset (1768-1769) ;
- Norborne Berkeley Henry Somerset (4 mai 1771 – 1838) ;
- Elizabeth Somerset (11 février 1773 – 5 mai 1836), épouse le 27 juin 1796 le doyen de Salisbury Charles Talbot ;
- Frances Elizabeth Somerset (3 avril 1774 – 24 mai 1841) ;
- Harriet Isabella Elizabeth Somerset (9 juillet 1775 – 1er juin 1855), épouse le colonel Hugh Henry Mitchell ;
- Robert Edward Henry Somerset (19 décembre 1776 – 1er septembre 1842) ;
- Arthur Somerset (1780-1816) (12 février 1780 – 18 avril 1816) ;
- William George Henry Somerset (2 septembre 1784 – 14 janvier 1861), prébendier de Bristol ;
- Anne Elizabeth Somerset (7 juin 1786 – 22 septembre 1803) ;
- John Thomas Henry Somerset (30 août 1787 – 3 octobre 1846) ;
- Fitzroy James Henry Somerset (30 septembre 1788 – 28 juin 1855), 1er baron Raglan.